# HD 27490
HD 27490，又名CD-34 1626，SAO 194923、HR 1359，是一颗恒星，视星等为6.37，位于銀經234.86，銀緯-45.24，其B1900.0坐标为赤經4h 15m 16.8s，赤緯-34° -45.24′ 47″。